# بني فرحان (خولان)

تعديل مصدري - تعديل

بني فرحان هي إحدى قرى عزلة بني شداد بمديرية خولان التابعة لمحافظة صنعاء، بلغ تعداد سكانها 1864 نسمة حسب تعداد اليمن لعام 2004.